# Chapais
Chapais – miasto w Kanadzie, w prowincji Quebec, w regionie Nord-du-Québec.

## Historia
Miasto Chapais powstało w 1955 roku, po odkryciu w okolicy złóż miedzi, srebra i złota przez Léo Springera. Nazwa miasta pochodzi od nazwiska Jeana-Charlesa Chapais, jednego z ojców założycieli Konfederacji Kanady.

## Demografia
Liczba mieszkańców Chapais wynosi 1 630. Język francuski jest językiem ojczystym dla 94,0%, angielski dla 0,6% mieszkańców (2006).